# Wörmlitz
Wörmlitz ist eine Ortschaft und ein Ortsteil von Möckern im Landkreis Jerichower Land in Sachsen-Anhalt.

## Geografie
Wörmlitz liegt zwölf Straßen-Kilometer von Möckern entfernt. der Ort liegt an einer Kreisstraße, welche die Bundesstraßen 1 und 246 miteinander verbindet. Das Umland gehört zu den westlichen Ausläufern des Flämings, ist im Norden mit Kiefernwald bewachsen, während die südliche Gemarkung aus landwirtschaftlichen Flächen besteht. Der nächste Bahnhof befindet sich in vier Kilometer Entfernung bei Ziepel.
Naturräumlich gehört der Ort zum Zerbster Land, einer ackergeprägten offenen Kulturlandschaft und 536 km² großen Haupteinheit der übergeordneten Haupteinheitengruppe des Fläming im norddeutschen Tiefland. Das Zerbster Land bildet die Südwestabdachung des Flämings zur Elbe und gehört zum Einzugsgebiet dieses Flusses.

## Geschichte
Der Ortsname Wörmlitz ist slawischen Ursprungs, entstanden aus dem früheren Namen Uirbinici bzw. Virbinici. Im Jahre 992 stellte der spätere Kaiser Otto III. auf der Burg Botfeld im Harz eine Urkunde aus, mit der er unter anderem Wörmlitz dem Kloster Memleben überwies. Es ist die erste urkundliche Erwähnung des Ortes. Vom 12. Jahrhundert an kam es zu häufig wechselnden Besitzverhältnissen. Nachdem Wörmlitz 1306 an das Hochstift Brandenburg verkauft worden war, gehörte es später der in dieser Region bekannten Adelsfamilie von Alvensleben. Aufzeichnungen aus dem Jahre 1555 berichten, dass ein Christoph von Byern 1555 „zum ersten Male einen rechten adligen Sitz daraus machte“. Über einen langen Zeitraum waren die von Stammer Gutsherren, ehe Wörmlitz im 18. Jahrhundert als Kronfideikommissgut für den preußischen Prinzen Heinrich erworben wurde.
Die Bevölkerung lebte hauptsächlich von der Landwirtschaft und die Bauern hatten alle vierzehn Tage dem Rittergut Hand- und Spanndienste zu leisten. Um die Mitte des 17. Jahrhunderts lebten etwa 100 Menschen in Wörmlitz, die 1657 erlebten, wie ein Großfeuer ihr Dorf weitgehend zerstörte. Auch die aus dem 12. Jahrhundert stammende Kirche wurde größtenteils ein Opfer der Flammen, die auch die Kirchenbücher vernichteten. 1682 starben 106 der 110 Einwohner an der Pest.
Unter dem preußischen König Friedrich II. erfolgte 1785 eine administrative Neuordnung, in deren Folge Wörmlitz dem Distrikt I des Jerichower Gesamtkreises zugeteilt wurde. Nach dem Sieg Napoleons über Preußen gehörte Wörmlitz von 1807 bis 1813 zum Königreich Westphalen unter Napoleons Bruder Jérôme. Als nach dem Wiener Kongress die politischen Verhältnisse neu geordnet wurden, wurde Wörmlitz durch die preußische Kreisreform 1818 in den neu geschaffenen Landkreis Jerichow I mit der Kreisstadt Burg eingegliedert.
Ab Mitte des 19. Jahrhunderts nahm auch Wörmlitz an der allgemein wachsenden Entwicklung teil. Innerhalb von fünfzig Jahren war die Bevölkerungszahl 1890 von 300 auf etwa 400 Einwohner angestiegen. Neben den Landwirten gingen jetzt auch viele Handwerker wie Schmiede, Bauleute, Seiler, Weber und Schneider sowie Bäcker ihrem Gewerbe nach. 1863 wurde neben der Kirche ein neues Schulhaus gebaut. Am Widerstand der Bauern, die ihr Land nicht hergeben wollten, scheiterte allerdings die Anbindung von Wörmlitz an die modernen Verkehrswege. Sowohl die neue Chaussee von Magdeburg nach Möckern als auch die 1892 eingeweihte Bahnlinie Biederitz – Loburg mussten kilometerweit südlich des Ortes vorbeigeführt werden. Elektrischen Strom erhielt Wörmlitz im Jahre 1910.
Am 30. September 1928 wurde der Gutsbezirk Wörmlitz mit der Landgemeinde Wörmlitz vereinigt.
Nach dem Zweiten Weltkrieg wurde durch die von der sowjetischen Besatzungsmacht 1945 angeordnete Bodenreform das Rittergut enteignet und der Grundbesitz auf 27 Neubauern aufgeteilt. Mit der durch die DDR durchgeführten Kreisneuordnung kam Wörmlitz 1952 zum Kreis Burg im Bezirk Magdeburg. Im gleichen Jahr wurde im Zuge der Zwangskollektivierung eine LPG gegründet, die in den Folgejahren das wirtschaftliche Leben des Ortes bestimmte.
Als es nach der deutschen Wiedervereinigung erneut zu einer administrativen Neuordnung kam, wurde Wörmlitz 1994 in den Landkreis Jerichower Land eingegliedert. Aus der LPG „Heinrich Heine“ wurde die Agrargenossenschaft eG. Wörmlitz, die neben einigen kleinen Handwerksbetrieben weiterhin größter Arbeitgeber geblieben ist. Die im Ort ansässige Zehn-Klassen-Schule wurde 1993 zur Grundschule herabgestuft. Zum 1. Januar 2002 erfolgte die Eingemeindung in die Stadt Möckern.

## Politik
Die Interessenvertretung der Wörmlitzer Einwohner in der Stadt Möckern nimmt der siebenköpfige Ortschaftsrat wahr. Als Ortsbürgermeister wurde 2006 Tobias Rudolph gewählt.
Blasonierung: „Geviert; Feld 1 und 4: in Silber zwei grüne Eichenblätter mit Eichel, Feld 2 und 3: Grün.“
Die Eichenblätter nehmen Bezug auf die in der Gemarkung stehenden Eichenbäume. Der anlässlich der 1000-Jahr-Feier im Ort angepflanzter Eichenbaum steht als ein Symbol der Gemeinde Wörmlitz.
Das Wappen wurde 1995 vom Kommunalheraldiker Jörg Mantzsch gestaltet.
Die Flagge der Ortschaft ist grün – weiß (1:1) gestreift (Querform: Streifen waagerecht verlaufend, Längsform: Streifen senkrecht verlaufend) und mittig mit dem Wappen belegt.

## Evangelische Kirche St. Simon

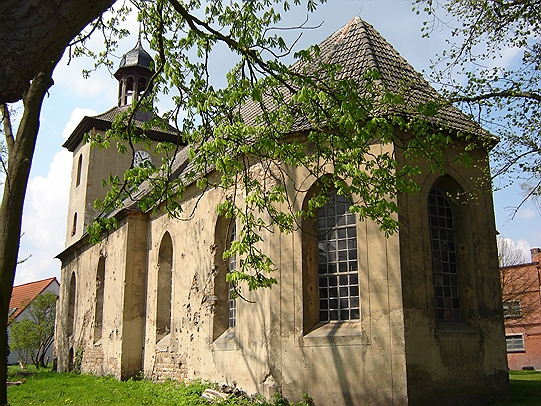
Evangelische Kirche in Wörmlitz

Der Ursprung der Evangelischen Kirche St. Simon ist ein spätromanischer Saalbau aus dem 12. bis 13. Jahrhundert. Im 15. Jahrhundert erfolgte eine Erweiterung durch einen dreiseitig geschlossenen Chorraum. Nachdem die Kirche durch Feuer teilweise zerstört worden war, wurde sie um 1718 im barocken Stil umgebaut. An die ehemalige Gutsfamilie von Stammer erinnert ein über dem Westportal angebrachtes Wappen. Im Eingangsbereich sind zwei aus der Zeit der Renaissance stammende Reliefgrabsteine erhalten. Sie werden auf die Jahre 1582 und 1584 datiert.

## Persönlichkeiten
- Ehrhard Schrader (* 1927), Politiker (DBD) und LPG-Vorsitzender
- Robert Hinz (1929–2021), Forstmann